# Checkmate
Checkmate er en amerikansk stumfilm fra 1911.